# Bridge End (Durham)
Bridge End – osada w Anglii, w hrabstwie Durham. Leży 26 km na zachód od miasta Durham i 378 km na północ od Londynu.